# Krāslava
Krāslava (ryska: Краслава, litauiska: Kraslava) är en kommunhuvudort i Lettland.   Den ligger i kommunen Krāslavas Rajons, i den sydöstra delen av landet, 220 km sydost om huvudstaden Riga. Krāslava ligger 114 meter över havet och antalet invånare är 11 088.
Terrängen runt Krāslava är huvudsakligen platt. Krāslava ligger nere i en dal. Runt Krāslava är det mycket glesbefolkat, med 7 invånare per kvadratkilometer. Krāslava är det största samhället i trakten. I omgivningarna runt Krāslava växer i huvudsak blandskog.